# 嚴孝章
嚴孝章（1921年6月27日—1986年8月2日），福建福州人，中華民國工程師及公務員。清末民初著名學者嚴復之孫，辜振甫之妻辜嚴倬雲為其堂姐。因致力於台灣棒球運動的推展，並且擔任第三任中華民國棒球協會理事長，故有「成棒之父」的稱號。

## 生平
1942年復旦大學土木工程學系畢業，參加駐印遠征軍。中國抗日戰爭勝利後，任國民革命軍新编第一军新三十師編譯室主任。1949年2月，赴台澎籌畫台澎防禦工事。1952年任陸軍總部工程處處長，後入美國兵工學校、哈佛大學高級企業管理研究班進修。1959年退役後，調任行政院國軍退除役官兵輔導委員會工程組組長，參與東西橫貫公路工程。
1959年6月，嚴孝章出任行政院國軍退除役官兵輔導委員會榮民工程事業管理處（榮民工程公司之前身）處長。榮工處為當時台灣最大的土木工程單位，幾乎獨攬國家所有重大建設，並安置大量自大陸來台退伍老兵。嚴孝章於每年歲末巡迴各工地舉辦尾牙，務必要親自與全處數萬名員工逐一喝上一杯酒、划上一拳、說個幾句話，以盡政府照顧退伍老兵的心意。
曾兼任中國國民黨中央委員會中央委員、中國土木水利工程學會理事長、中國工程師學會理事長、復旦大學同學會會長、哈佛大學同學會會長等職務。

## 推展棒球
嚴孝章致力於台灣棒球運動的推展，於榮工處處長任內自1970年起陸續成立榮工少棒隊、青少棒、青棒隊，1982年更成立榮工成棒隊。1987年的中華杯棒球賽裡，榮工的四級棒球隊皆獲得冠軍，成為台灣棒球史上首個「四冠王」。1986年8月2日第二十九屆世界棒球錦標賽於荷蘭阿姆斯特丹舉行，嚴孝章原擬親赴球場為冠軍賽「中華－古巴之戰」加油，令人惋惜的是嚴孝章先生還未來得及分享這份殊榮，即於比賽前一夜因心臟病突發猝逝於奧地利維也納下榻的旅館內，享壽六十五歲。生前的三大遺志是爭取世界「四冠王」，使我國棒運發展更蓬勃及建立棒球職業化。2014年，與謝國城、洪騰勝、曾紀恩共同入選首屆台灣棒球名人堂。

## 特殊事蹟
- 極力推展棒球運動，尤其是一直萎迷不振的成棒運動，為提升棒球素質，不辭辛勞的在國際間奔波，並促使中斷已久的亞錦賽恢復舉行，因此國人尊稱他為「成棒之父」。

## 外部連結
- 台灣大百科全書-嚴孝章（页面存档备份，存于）
- 嚴孝章在台灣棒球維基館上的頁面（繁體中文）